# Braničevo (Golubac)
Pour les articles homonymes, voir Braničevo.
Braničevo (en serbe cyrillique : Браничево) est un village de Serbie situé dans la municipalité de Golubac, district de Braničevo. Au recensement de 2011, il comptait 799 habitants.

## Démographie

### Évolution historique de la population
| 1948  | 1953  | 1961  | 1971  | 1981  | 1991  | 2002 | 2011 |
| ----- | ----- | ----- | ----- | ----- | ----- | ---- | ---- |
| 1 161 | 1 181 | 1 181 | 1 164 | 1 138 | 1 093 | 942  | 799  |

|  |